# Ignatius Kung Pin-Mei

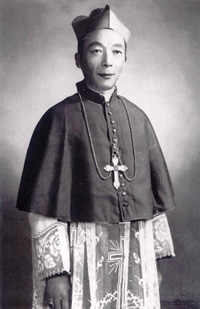
Ignatius Kung Pin-Mei als Bischof von Suzhou (1949)

Ignatius Kardinal Kung Pin-Mei (chinesisch 龔品梅 / 龚品梅, Pinyin Gōng Pǐnméi, W.-G. Kung P'in-mei; * 2. August 1901 in Pudong, Shanghai; † 12. März 2000 in Stamford, Connecticut, USA) war Bischof von Shanghai. Er verbrachte 33 Jahre in kommunistischer Haft.

## Leben und Wirken
Ignatius Kung Pin-Mei empfing nach theologischen und philosophischen Studien in Shanghai am 28. Mai 1930 das Sakrament der Priesterweihe. Anschließend arbeitete er als Gemeindepriester und Lehrer im Bistum Shanghai.
1949 ernannte Papst Pius XII. Kung zum Bischof von Suzhou (Jiangsu) und er empfing am 7. Oktober 1949 durch den Apostolischen Nuntius in China und späteren Kardinal Antonio Riberi die Bischofsweihe. 1950 übertrug der Papst ihm die Leitung des Bistums Shanghai und beauftragte ihn zugleich mit der Verwaltung der Bistümer Suzhou und Nanjing. 1955 wurde er von den kommunistischen Machthabern unter Arrest gestellt, 1960 zu lebenslanger Haft verurteilt. 1985 wurde er aus dem Gefängnis entlassen und unter Hausarrest gestellt, 1988 durfte er in die USA ausreisen. Bereits 1979 ernannte ihn Papst Johannes Paul II. in pectore zum Kardinal, mit der öffentlichen Proklamation erfolgte im Jahre 1991 die Aufnahme in das Kardinalskollegium als Kardinalpriester mit der Titelkirche San Sisto.
Ignatius Kung Pin-Mei starb am 12. März 2000 mit 98 Jahren in Stamford, Connecticut und wurde auf dem Santa Clara Mission Cemetery in Santa Clara, Kalifornien, bestattet. Seit 1993 war er ältestes Mitglied des Kardinalskollegiums.